# گمینا خژانوو (استان لوبلین)
گمینا خژانوو (استان لوبلین) (به لهستانی:  Gmina Chrzanów) یک گمینا در لهستان است که در شهرستان یانوف لوبلسکی واقع شده‌است. گمینا خژانوو ۷۰٫۰۳ کیلومتر مربع مساحت و ۳٬۰۱۵ نفر جمعیت دارد.